# 金窪行親
金窪 行親（かなくぼ ゆきちか）は、鎌倉時代前期の武士。北条氏得宗家被官である御内人。北条義時・泰時の代に侍所所司を務めて幕政に携わった。

## 略歴
武蔵国児玉郡金窪（現・埼玉県上里町金久保）の武士で、安東忠家とともに北条義時の側近として頭角を現した。『吾妻鏡』においては建仁3年（1203年）の比企能員の変で小御所攻めの一員に「金窪太郎行親」とあるのが初見である。元久元年（1204年）源頼家が伊豆国修禅寺で暗殺されると、その家人たちに謀反の動きがあったためそれらを追捕した。建暦3年（1213年）までには兵衛尉に任じられている。同年、泉親衡の乱に関与した和田胤長を安東忠家とともに捕縛し、二階堂行村へと引き渡している。失脚した胤長の荏柄天神社前の屋敷地は義時から行親と安東忠家に分け与えられ、行親らは原住の和田氏被官・久野谷弥次郎らを退去させた。和田合戦では戦死した和田義盛らの首実検や、味方負傷者の検分を忠家とともに行っている。義時が和田義盛が就いていた侍所別当に就任すると、行親はその次官にあたる侍所所司に任ぜられ、以後同職は得宗被官の独占となった。戦功により陸奥国金窪を領し、またこのころ左衛門尉となったようである。建保6年（1218年）、鶴岡八幡宮で三浦駒若丸らが騒ぎを起こしたため、その糾明使となっている。建保7年（1219年）、義時・政子の命を受けて駿河に下向し、阿野時元を討伐。嘉禄3年（1227年）、承久の乱で遠島となっていた後鳥羽上皇の遺児を詐称する謀叛人の尋問を平盛綱とともに担当した。
義時の死後も引き続きその子・泰時に属し、寛喜2年（1230年）、将軍御所に夜盗が侵入した事件では泰時の命で平盛綱とともに大番役を指揮して御所の警護に当たっている。このころまでには衛府を退いて左衛門大夫となっている。延応元年（1239年）、北条朝時の家人・小見親家が五十嵐惟重の領地（国吉名）を押領した際には、泰時の命で小見親家の身柄を預かっている。仁治2年（1241年）8月、鶴岡八幡宮の放生会において太刀が鞘から抜け落ちてしまうという珍事があった。刀剣鑑定に通じていた行親は将軍藤原頼経から諮問を受け、「太刀を扱う人の問題ではなく、神宝であったためにこのようなことが起こったのです」と答弁した。頼経には夢見でその話に心当たりがあったため、その太刀は伊豆山神社に奉納された。この仁治2年8月11日条が『吾妻鏡』における行親の最後の消息となる。